# جيفرسون هاك
جيفرسون هاك (بالإسبانية: Jefferson Hack) هو صحفي أوروغواياني، ولد في 20 يونيو 1971 في مونتفيدو في الأوروغواي.

## وصلات خارجية
- جيفرسون هاك على موقع إن إن دي بي (الإنجليزية)